# Koštani morfogenetički protein 7
Koštani morfogenetički protein 7 ili BMP7 (takođe poznat kao osteogenski protein-1 ili OP-1) je protein koji je kod ljudi kodiran BMP7 genom.

## Funkcija
Protein kodiran ovim genom je član TGF-β superfamilije. Poput drugih članova familije koštano morfogenetičkih proteina, on ima značajnu ulogu u transformaciji mesenhimalnih ćelija u kost i hrskavicu. Njega inhibira nogin i slični protein, hordin. Smatra se da BMP7 doprinosi koštanoh homeostazi. On je izražen u mozgu, bubrezima i bešiki.
BMP7 indukuje fosforilaciju SMAD1 i SMAD5, koji zatim indukuju transkripciju brojnih osteogenih gena. Pokazano je da je BMP7 tretman dovoljan da se indukuju svi genetički markeri osteoblastne diferencijacije u mnoštvu ćelijskih tipova.

## Literatura
- Xiao HQ, Shi W, Zhang Y, Liang YZ (2009). „[Effect of bone morphogenic protein 7 on nephrin expression and distribution in diabetic rat kidneys]”. Nan Fang Yi Ke Da Xue Xue Bao. 29 (4): 671—5. PMID 19403392.
- Murray LA, Hackett TL, Warner SM,  . (2008).  Eickelberg O, ур. „BMP-7 does not protect against bleomycin-induced lung or skin fibrosis.”. PLoS ONE. 3 (12): e4039. PMC 2603595 . PMID 19112509. doi:10.1371/journal.pone.0004039.
- Freedman BI, Bowden DW, Ziegler JT,  . (2009). „Bone morphogenetic protein 7 (BMP7) gene polymorphisms are associated with inverse relationships between vascular calcification and BMD: the Diabetes Heart Study”. J. Bone Miner. Res. 24 (10): 1719—27. PMC 2743282 . PMID 19453255. doi:10.1359/jbmr.090501.
- Garriock HA, Kraft JB, Shyn SI,  . (2010). „A genomewide association study of citalopram response in major depressive disorder”. Biol. Psychiatry. 67 (2): 133—8. PMC 2794921 . PMID 19846067. doi:10.1016/j.biopsych.2009.08.029.
- Reddi AH (2000). „Bone morphogenetic proteins and skeletal development: the kidney-bone connection”. Pediatr. Nephrol. 14 (7): 598—601. PMID 10912525. doi:10.1007/s004670000364.
- Gautschi OP, Cadosch D, Zellweger R,  . (2009). „Apoptosis induction and reduced proliferation in human osteoblasts by rhBMP-2, -4 and -7”. J Musculoskelet Neuronal Interact. 9 (1): 53—60. PMID 19240369.
- Alarmo EL, Pärssinen J, Ketolainen JM,  . (2009). „BMP7 influences proliferation, migration, and invasion of breast cancer cells”. Cancer Lett. 275 (1): 35—43. PMID 18980801. doi:10.1016/j.canlet.2008.09.028.
- Elshaier AM, Hakimiyan AA, Rappoport L,  . (2009). „Effect of interleukin-1beta on osteogenic protein 1-induced signaling in adult human articular chondrocytes”. Arthritis Rheum. 60 (1): 143—54. PMC 2626196 . PMID 19116903. doi:10.1002/art.24151.
- Yerges LM, Klei L, Cauley JA,  . (2009). „High-density association study of 383 candidate genes for volumetric BMD at the femoral neck and lumbar spine among older men”. J. Bone Miner. Res. 24 (12): 2039—49. PMC 2791518 . PMID 19453261. doi:10.1359/jbmr.090524.
- Dudas PL, Argentieri RL, Farrell FX (2009). „BMP-7 fails to attenuate TGF-beta1-induced epithelial-to-mesenchymal transition in human proximal tubule epithelial cells”. Nephrol. Dial. Transplant. 24 (5): 1406—16. PMID 19056781. doi:10.1093/ndt/gfn662.
- Honsawek S, Chayanupatkul M, Tanavalee A,  . (2009). „Relationship of plasma and synovial fluid BMP-7 with disease severity in knee osteoarthritis patients: a pilot study”. Int Orthop. 33 (4): 1171—5. PMC 2898966 . PMID 19301001. doi:10.1007/s00264-009-0751-z.
- Sengle G, Ono RN, Lyons KM,  . (2008). „A new model for growth factor activation: type II receptors compete with the prodomain for BMP-7”. J. Mol. Biol. 381 (4): 1025—39. PMC 2705212 . PMID 18621057. doi:10.1016/j.jmb.2008.06.074.
- Mitu G, Hirschberg R (2008). „Bone morphogenetic protein-7 (BMP7) in chronic kidney disease”. Front. Biosci. 13: 4726—39. PMID 18508541. doi:10.2741/3035.
- Brown A, Stock G, Patel AA,  . (2006). „Osteogenic protein-1 : a review of its utility in spinal applications”. BioDrugs. 20 (4): 243—51. PMID 16831023. doi:10.2165/00063030-200620040-00005.
- Fajardo M, Liu CJ, Egol K (2009). „Levels of expression for BMP-7 and several BMP antagonists may play an integral role in a fracture nonunion: a pilot study”. Clin. Orthop. Relat. Res. 467 (12): 3071—8. PMC 2772945 . PMID 19597895. doi:10.1007/s11999-009-0981-9.
- Giannoudis PV, Kanakaris NK, Dimitriou R,  . (2009). „The synergistic effect of autograft and BMP-7 in the treatment of atrophic nonunions”. Clin. Orthop. Relat. Res. 467 (12): 3239—48. PMC 2772926 . PMID 19396502. doi:10.1007/s11999-009-0846-2.
- Kalluri R, Neilson EG (2003). „Epithelial-mesenchymal transition and its implications for fibrosis”. J. Clin. Invest. 112 (12): 1776—84. PMC 297008 . PMID 14679171. doi:10.1172/JCI20530.
- Zhu L, Chuanchang D, Wei L,  . (2010). „Enhanced healing of goat femur-defect using BMP7 gene-modified BMSCs and load-bearing tissue-engineered bone”. J. Orthop. Res. 28 (3): 412—8. PMID 19725097. doi:10.1002/jor.20973.
- Vieira AR, McHenry TG, Daack-Hirsch S,  . (2008). „Candidate gene/loci studies in cleft lip/palate and dental anomalies finds novel susceptibility genes for clefts”. Genet. Med. 10 (9): 668—74. PMC 2734954 . PMID 18978678. doi:10.1097/GIM.0b013e3181833793.
- Kron K, Pethe V, Briollais L,  . (2009).  Blagosklonny MV, ур. „Discovery of novel hypermethylated genes in prostate cancer using genomic CpG island microarrays”. PLoS ONE. 4 (3): e4830. PMC 2653233 . PMID 19283074. doi:10.1371/journal.pone.0004830.

## Spoljašnje veze
- bone morphogenetic protein 7 на 
- BMP7 as Molecule of the Year 2011